# 克拉西欽
50°6′30″N 24°12′5″E / 50.10833°N 24.20139°E
克拉西欽（羅馬化：Krasychyn）是烏克蘭西部利沃夫州利沃夫区卡姆扬卡-布兹卡市镇 的村庄，始建於1800年，面積0.2平方公里，海拔高度219米，2001年人口63，人口密度每平方公里310.34人。
2024年9月19日，乌克兰最高拉达将此村的乌克兰语名字从改为。